# Delia unica
Delia unica är en tvåvingeart som beskrevs av Griffiths 1991. Delia unica ingår i släktet Delia och familjen blomsterflugor.
Artens utbredningsområde är Kentucky. Inga underarter finns listade i Catalogue of Life.